# Minatitlán
Minatitlán – miasto w południowo-wschodnim Meksyku, na przesmyku Tehuantepec, nad rzeką Coatzacoalcos, w stanie Veracruz. W 2005 roku liczyło około 110 tys. mieszkańców. Duża część miasta jest położona na zrekultywowanych podmokłych terenach co powoduje że budynki po postawieniu osiadają nawet na kilka metrów. W mieście znajduje się największa rafineria ropy naftowej w Ameryce Łacińskiej. W mieście rozwinął się przemysł chemiczny oraz drzewny. W Minatitlán urodził się artysta grafik i działacz społeczny Francisco Toledo.

## Gmina Minatitlán
Miasto jest siedzibą władz gminy o tej samej nazwie. Gmina została utworzona w 1963 roku poprzez wydzielenie z gminy Las Choapas. Powierzchnia gminy ma 4 123,91 km², a liczba ludności w 2005 roku wynosiła 151 983 mieszkańców.